# Robert Mouynet
Robert Mouynet (født 25. marts 1930 i Toulon, Frankrig) er en tidligere fransk fodboldspiller, der spillede som forsvarer. Han var tilknyttet Toulouse FC, AS Cannes og Olympique Lyon Han var med på det franske hold ved VM i 1958 i Sverige., men nåede aldrig at komme på banen i en landskamp.